# Eccoptomera setigera
Eccoptomera setigera är en tvåvingeart som beskrevs av Leander Czerny 1932. Eccoptomera setigera ingår i släktet Eccoptomera och familjen myllflugor. Inga underarter finns listade i Catalogue of Life.